# Niwa Odechowska
Niwa Odechowska – wieś w Polsce, położona w województwie mazowieckim, w powiecie radomskim, w gminie Skaryszew. Ma status sołectwa.
W latach 1975–1998 miejscowość administracyjnie należała do województwa radomskiego.
Wierni Kościoła rzymskokatolickiego należą do parafii św. Jadwigi Królowej w Tomaszowie.